# Contin
Contin (Schots-Gaelisch: Cunndainn) is een dorp in de Schotse lieutenancy Ross and Cromarty in het raadsgebied Highland tussen Strathpeffer en Garve.

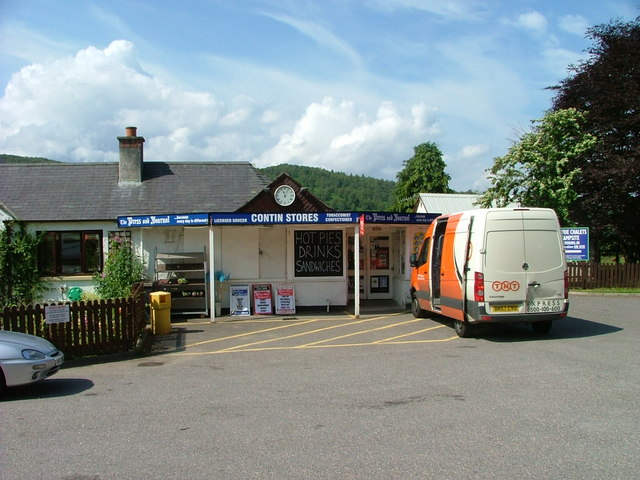
Winkel